# جون نيكول
ملازم الرحلة أدريان جون نيكول (بالإنجليزية: Adrian John Nichol)‏ (ولد في ديسمبر 1963 في شيلدز الشمالية، إنجلترا) ملاح متقاعد من سلاح الجو الملكي الذي أسقط وأسر خلال حرب الخليج الثانية.

## النشأة
درس أدريان جون نيكول في مدرسة القديس كوثبرت للقواعد في طريق غريتنا في نيوكاسل أبون تاين. انضم إلى سلاح الجو الملكي في فبراير 1981 كفني إلكترونيات. بعد أن وقع في عام 1980 كان يحتاج للوصول إلى مستوى أو. في الفترة الفاصلة بين المدرسة وسلاح الجو الملكي كان يعمل في متجر كبير بنظام افعلها بنفسك على الرغم من أن أصحاب العمل لم يكونوا على علم بخططه العسكرية حتى سعوا إلى ترقيته وعندها قرر إخبارهم.

## المسيرة العسكرية
عين نيكول بوظيفة ملاح في ديسمبر عام 1986.
خدم مع السرب الخامس عشر الذي يقع مقره في لاربروتش. خلال عملية عاصفة الصحراء في حرب الخليج الثانية تم نشر السرب إلى مطار المحرق في البحرين. كانت مهمته الأولى في 17 يناير 1991 تنطوي على التحليق في المرتبة الثانية إلى قائد الأسطول بابلو ماسون في طلعة جوية على مستوى منخفض للغاية ضد مطار أروما. أثناء الرحلة أصيبت طائرة بانافيا تورنادو زد دي 91 بأضرار بالغة من قبل صاروخ أرض-جو سام-14 الذي أطلق من الكتف وتم القبض عليه وعلى جون بيترز من قبل القوات المسلحة العراقية. بعد القبض عليه ظهر على التلفزيون العراقي وهو مكدوم. تعرض للتعذيب في سجن أبو غريب. أطلق العراقيون سراح نيكول في نهاية حرب الخليج الثانية.
ظل في سلاح الجو الملكي حتى مارس 1996. بعدما قامت الحركة الدولية للصليب الأحمر والهلال الأحمر بإعادته إلى الوطن شارك نيكول في تأليف كتاب سقوط التورنادو مع جون بيترز عن هذه التجربة.

## مذيع وإعلامي
منذ «سقوط التورنادو» فقد كتب نيكول أكثر من عشرة كتب بما في ذلك خمس روايات نقطة الأثر ونقطة التلاشي ومنطقة الاستبعاد وستينغر وتدابير حاسمة. كتبه الأخيرة توفر روايات شهود عيان واسعة عن تاريخ الحرب العالمية الثانية وتشمل «الهروب الأخير» الذي يحكي قصة مروعة لأسرى الحرب المتحالفين في المراحل الأخيرة من الحرب «نهاية القصة تشارليز» الذي يعطي نظرة ثاقبة على المعارك النهائية لحملة قاذفات الحلفاء في الحرب العالمية الثانية و«تشغيل المنزل» الذي يروي تجارب هروب أسرى الحلفاء الهاربون من الأسر في أوروبا وراء خطوط العدو.
كتاب ميديك: إنقاذ الأرواح - من دونكيرك إلى أفغانستان (2009) كان مرشحا للفوز بجائزة كتاب ويلكوم ترست لعام 2010.
يظهر الآن في بعض الأحيان على التلفزيون البريطاني كمقدم وأحيانا يعمل في الإذاعة كمقدم مستقل في تالكسبورت. كما يعمل كمتحدث تحفيزي.

## الحياة الشخصية
يعيش في هارتفوردشير. ولدت ابنته في عام 2005. يعيش والديه في نورث شيلدز.

## روابط خارجية
- جون نيكول على موقع IMDb (الإنجليزية)